# Camille Fontaine
Pour les articles homonymes, voir Fontaine.
Camille Fontaine est une scénariste et réalisatrice française née le 31 janvier 1978 à Grenoble.

## Biographie

### Enfance et formation
Camille Fontaine, née le 31 janvier 1978 à Grenoble.
Elle fait des études de cinéma à la Femis.

### Carrière
Elle écrit et réalise son premier film Par accident qui sort en France le 14 octobre 2015.

## Filmographie

### Cinéma

#### Réalisatrice
- Par accident avec Hafsia Herzi, Émilie Dequenne et Mounir Margoum et Roméo Escala et Emmanuel Salinger

#### Scénariste
- L'Homme des foules (réalisateur : John Lvoff), sortie le 18 avril 2001.
- L'Œil de l'autre (réalisateur : John Lvoff), sortie le 23 mars 2005 - Sélection « Venice Days » , Mostra de Venise 2004.
- Coco avant Chanel (réalisatrice : Anne Fontaine), sortie le 22 avril 2009.
- La Grande vie (réalisateur : Emmanuel Salinger), sortie le 4 novembre 2009.
- Landes (réalisateur : François-Xavier Vives), sortie le 31 juillet 2013.
- Par accident (réalisatrice Camille Fontaine), sortie le 14 octobre 2015.
- Jeunesse (réalisateur Julien Samani), sortie en 2016.
- West Coast (réalisateur Benjamin Weill), sortie en 2016.
- Une belle équipe (réalisateur Mohamed Hamidi), sortie en 2020
- Merveilles à Montfermeil (réalisatrice Jeanne Balibar), sortie 20 janvier 2023.
- Second tour (réalisateur Albert Dupontel), sortie le 25 octobre 2023.
- Rien à perdre (Réalisatrice Delphine Deloget), sortie le 22 novembre 2023.

#### Consultante
- Jeanne Captive (réalisateur : Philippe Ramos), sortie le 16 novembre 2011 - quinzaine des réalisateurs, Cannes 2011.
- Capitaine Achab (réalisateur : Philippe Ramos), sortie le 13 février 2008.

### Télévision

#### Scénariste
- Ceux qui dansent sur la tête (téléfilm, réalisatrice : Magaly Richard-Serrano) sortie en 2014, prix de la meilleure réalisation au festival de la Rochelle (2014).
- Les revenants (saison 1, ép.6), diffusion canal + à compter du 26 novembre 2012

## Homonymie
Contrairement à ce qu’on lit parfois dans la presse depuis qu’elles ont travaillé ensemble, Anne Fontaine et Camille Fontaine n’ont aucun lien de parenté[réf. nécessaire].